# Amberana dimidiata
Amberana dimidiata is een halfvleugelig insect uit de familie schuimcicaden (Cercopidae). De wetenschappelijke naam van deze soort is voor het eerst geldig gepubliceerd in 1860 door Victor Antoine Signoret.